# Снярдви
Сня́рдви (пол. Śniardwy, нім. der Spirdingsee) — найбільше озеро Польщі, розташоване в Мазурському озерному краї (Вармінсько-Мазурському воєводстві), Мазурському природному заповіднику;
Площа 113,8 км² (або 11383 га) разом з озерами Сексти, Качерайно, Варнолти; глибина до 23 м; з'єднане озерами і каналами з  озером Мамри; На озері присутнє судноплавство, розвинений туризм, водні види спорту, буєр.

## Якість води
Це одне з небагатьох озер, з якого витікають 2 річки: Канал Єглінський, що протікає до озера Рось і річки Визкен, що впадають в озеро Бялолавкі. З точки зору сприйнятливості до деградації навколишнього середовища, озеро класифікується у другій категорії (2,29 балів). Вона має досить сприятливі умови морфометричних даних. Озеро не має прямого скидання стічних вод. Тож для підтримки чистоти, важливо правильно керувати стічними водами в області приток.

## Природа
Берега озера болотисті, і зарослі очеретом та лепехою, що ускладнює доступ до них.
|  |  |

## Історичний факт
На озері часто дмуть сильні вітри, що є небезпечно для недосвідчених яхтсменів.
Найтрагічніший день в історії судноплавства на озерах Снярдви був 21 серпня 2007 року, коли сильний вітер подув зі швидкістю до 130 км/год, або до 12 балів за шкалою Бофорта і потопив десятки човнів. В результаті загинуло 12 людей. Катаклізм тривав всього 10 хвилин.[джерело?]